# أبتاليون
أبتاليون أو Abteilung (abbrv. أبت.) هي كلمة ألمانية غالبًا ما تستخدم للتشكيلات العسكرية الألمانية أو السويسرية، وقد يعني الاعتماد على استخدامها للإشارة إلى مفرزة أو تشكيل أو كتيبة؛ يمكن أن تشير أيضًا إلى فرقة عسكرية. في ألمانيا، يتم استخدامها لكل من الإدارات العسكرية والمدنية. 
خلال الحرب العالمية الثانية، أشار مصطلح Abteilung عمومًا إلى «كتيبة» واستخدم لتشكيلات بحجم الكتيبة في الأسلحة; المدرعة والفرسان والاستطلاع والمدفعية التابعة للفيرماخت وفافن إس إس. على سبيل المثال، يشير Schwere Panzerabteilung إلى كتائب الدبابات الثقيلة الألمانية. ومع ذلك، عندما تم استخدام هذا المصطلح لتشكيلات عسكرية كبيرة، فإنه يعني بشكل عام «مفرزة». على سبيل المثال، يُترجم أرمي-أبتاليون إلى «مفرزة الجيش» وكوا أبتاليون إلى «مفرزة السلاح».

## اقتباسات
1. ↑  Walter Dunn, Kursk: Hitler's Gamble, 1943, 1997, p. 61.